# João Domingos Pinto
Pour les articles homonymes, voir Silva, João Pinto (homonymie) et Pinto.
João Domingos da Silva Pinto, ou plus simplement João Pinto, est né le 21 novembre 1961 à Vila Nova de Gaia. Il occupait le poste d'arrière droit au club portugais du FC Porto, seul club où il jouera durant toute sa carrière professionnelle. Il deviendra également entraîneur du Sporting da Covilhã de 2010 à 2011 .

## Biographie
Évoluant le plus souvent au poste d'arrière droit, il est le capitaine du FC Porto qui remporte la Coupe des champions en 1987 face au Bayern Munich.
Avec Porto, il participe à 408 matchs en 1re division portugaise, et il inscrit un total de 17 buts dans ce championnat.
Il obtient 70 sélections (1 but) en équipe du Portugal entre 1983 et 1996, dont 42 en tant que capitaine.
Il dispute notamment avec cette équipe l'Euro 1984 en France (le Portugal est demi-finaliste contre la France), puis la Coupe du monde 1986 au Mexique.

## Clubs
- 1980-1997 :  FC Porto
- 2010-2011 :  SC Covilhã (en tant qu'entraîneur)

## Palmarès en club

### International
- Vainqueur de la Coupe intercontinentale en 1987
- Vainqueur de la Coupe d'Europe des clubs champions en 1987 (et capitaine)
- Vainqueur de la Supercoupe de l'UEFA en 1987
- Finaliste de la Coupe d'Europe des vainqueurs de coupe en 1984[1]

### National
- Champion du Portugal (9) en 1985, 1986, 1988, 1990, 1992, 1993, 1995, 1996 et 1997
- Vainqueur de la Coupe du Portugal (4) en 1984, 1988, 1991 et 1994
- Vainqueur de la Supercoupe du Portugal (8) en 1983, 1984, 1986, 1990, 1991, 1993, 1994 et 1996